# Winter-Asienspiele 2025/Teilnehmer (Jordanien)
| Gelbes Symbol für Goldmedaillen mit stilisierten Olympischen Ringen | Graues Symbol für Silbermedaillen mit stilisierten Olympischen Ringen | Braundes Symbol für Bronzemedaillen mit stilisierten Olympischen Ringen |
| ------------------------------------------------------------------- | --------------------------------------------------------------------- | ----------------------------------------------------------------------- |
| —                                                                   | —                                                                     | —                                                                       |

Jordanien nahm mit einem Sportler an den Winter-Asienspiele 2025 in Harbin teil.

## Teilnehmer nach Sportarten

### Ski Alpin
| Athleten        | Wettbewerbe | 1. Lauf     | 1. Lauf | 2. Lauf | 2. Lauf | Gesamt      | Gesamt |
| Athleten        | Wettbewerbe | Zeit        | Rang    | Zeit    | Rang    | Zeit        | Rang   |
| --------------- | ----------- | ----------- | ------- | ------- | ------- | ----------- | ------ |
| Männer          |             |             |         |         |         |             |        |
| Sharif Zawaideh | Slalom      | 1:01,60 min | 38      | 59,71 s | 30      | 2:01,31 min | 30     |